# 万圣伟
万圣伟（1994年11月10日—），中国大陆职业男子篮球运动员，司职二中锋，现效力于CBA联盟的南京大圣队。其亦是首位在中国男子篮球职业联赛总决赛中上场的大学生选秀球员。

## 生平

### 早年
1994年11月10日，万圣伟出生于中国江苏省南京市。其在南京市中山东路体育运动学校完成了自己的篮球启蒙，之后又在当地的篮球名校南京市第九中学完成高中学业。

### 大学生涯
2013年，万圣伟被北京大学提前录取，随后开始代表该校参加CUBA联赛，并于2017年随队在第19届联赛中获得总冠军。一年后，其在第20届联赛的总决赛中得到14分、13个篮板及送出4次助攻、2次盖帽，在帮助球队蝉联总冠军之余，其亦当选了该届CUBA联赛的总决赛MVP。同一年，万圣伟获得了保送北京大学硕士研究生的机会。
另外，2015年7月，万圣伟随北京大学篮球队参加了该年度“金城杯”篮球邀请赛，但在比赛期间被卷入球队与台湾艺术大学篮球队之间的打群架事件，且在事件中受伤。2016年夏季，其代表北京大学参加新浪3ｘ3篮球黄金联赛，并最终获得亚军。而在2018年1月，万圣伟又代表该校参加了2018年中国男子篮球职业联赛全明星赛星锐挑战赛。同年，其与王少杰、吴悠等人以“东单精英联队”队员身份参加了该年度戴克曼篮球联赛中国之夜。

### 职业生涯（广东华南虎时期）
2018年夏季，万圣伟在其室友的鼓励下报名参加了CBA选秀，并为此前往美国纽约进行针对性训练。在选秀开始前，其一度被视为当年选秀状元的热门人选之一。最终，在该年度选秀大会上，其在第二轮第38顺位被广东华南虎选中。

#### 2018-19赛季（新秀赛季）
在万圣伟的新秀赛季开始前，其被抽中参加该赛季的体能测试，但未在折返跑项目中取得合格分数，因而未有通过体测。而在其正式于CBA赛场登场前，其又于2018年11月6日以北京大学与苏州大学联队队员身份参加了在苏州高新区举行的中美高校男篮邀请赛，但在比赛中负于耶鲁大学队。
2018年12月11日，万圣伟在常规赛第十八轮对阵南京大圣的比赛中顶替被停赛的赵睿进入球队报名名单。在该场比赛第四节剩余4分9秒时，其终于迎来出场机会，随后于该节剩余2分43秒时上篮得分，最终得到2分、1个篮板，并贡献1次助攻，但同样被吹罚2次犯规。此后于常规赛第二十二轮对阵辽宁飞豹的比赛中，其获得13分钟的出场时间，并得到8分及1个篮板。而在常规赛第二十九轮对阵江苏龙的比赛中，其首次于球队主场登场比赛，最终取得4分及7个篮板。总决赛首两场比赛，其皆有获得一定的出场机会，这令其成为CBA历史上第一位在总决赛上场比赛的大学生选秀球员；但其在第二场比赛与新疆飞虎球员俞长栋对抗时被撞到肋骨，引致骨折，就此结束新秀赛季。赛季期间，万圣伟还入选了2019年中国男子篮球职业联赛全明星赛星锐赛大学生北方联队，并参加了该赛季CBDL联赛的第二阶段比赛。
在随后的休赛期，万圣伟入选了以其母校北京大学的篮球队为班底的2019年夏季世界大学生运动会中国男子篮球队。2019年9月，其又作为主力队员随广东华南虎参与了2019年中欧俱乐部冠军杯及2019年亚洲篮球俱乐部冠军杯，并在前者对阵新疆飞虎的比赛中得到10分。

#### 2019-20赛季
在职业生涯的第二个赛季，万圣伟被认为是取得了一定的进步，上场机会亦得以增加。在常规赛第七轮对阵新疆飞虎的比赛中，其虽然仅在最后一节比赛获得6分24秒的出场时间，得到2分、2个篮板及贡献1次抢断，但却对广东华南虎在该场比赛的逆转获胜起到了决定性的作用，成为了该场比赛的“奇兵”。复赛阶段，其在2020年6月22日对阵深圳领航者的比赛中出场17分钟，获得4分及6个篮板；随后在次日对阵江苏龙的比赛中，其获得了大量的上场时间，并取得6分及全队最高的11个篮板。而在7月26日对阵北京鸭的比赛中，其首次以首发球员身份上场比赛。
赛季结束后，广东华南虎总经理朱芳雨在接受传媒采访时透露了万圣伟与球队的新秀合同在赛季结束后到期，且将会转投其家乡球队南京大圣的消息。9月1日，万圣伟正式被CBA联盟列为自由球员。

### 职业生涯（南京大圣时期）
2020年9月4日，南京大圣宣布与万圣伟签订了一份第三年为球员选项的“2+1”合同。

#### 2020-21赛季
在万圣伟职业生涯的第三个赛季中，其于常规赛第一轮对阵吉林东北虎的比赛中获得14分及10个篮板，是为其首次得到“两双”数据。随后，在常规赛第七轮对阵广州龙狮的比赛中，其在最后一节带领球队完成比分反转，自身亦能取得17分。

## 人物

### 技术特点
万圣伟虽然不具备职业联赛内线球员身高方面的优势，但其体重方面的优势及赛场上优良的策应能力能在一定程度上弥补身高方面的缺陷。此外，其在赛场上亦具备了非常灵活的脚步、时常被以“妖娆”形容的上篮动作及良好的心理素质，但体力及护筐能力仍相对欠缺。
而在2018年CBA选秀开始前，广东华南虎总经理朱芳雨曾考察过万圣伟在CUBA的表现，并认为其具备优良的篮下技术运用能力。

### 人物特点
- 因身材特点相似，故其被称呼为“北大韩德君”及“CUBA奥尼尔”[44][45]。而在CUBA圈内，其亦有“东北区第一控卫”“CUBA第一中锋”等称号[44][46]。尽管如此，其在由大学生篮球员转型为职业篮球员之际接受《中国青年报》采访时指，其更希望在职业赛场上由中锋转型为大前锋[47]。
- 职业生涯开始前，其体重一度达到130（290英磅）[23]。后为适应职业联赛节奏而在联赛间隙疯狂减重，并常常训练至球队食堂终止供应晚餐后，使得其只以椰子水充当晚餐[48]。最终，其在2018-19赛季CBA总决赛开始前减去了40斤（20（44英磅））的体重[49]。这亦令其被支持者称为“老万”，以表对上述行为的肯定[50]。
- 在广东华南虎效力期间有“队宠”之称。[23]

### 球衣号码
- 15号：第17-20届CUBA联赛在北京大学效力时使用的号码。[51]
- 16号：第16届CUBA联赛在北京大学效力时使用的号码。
- 51号：在广东华南虎及南京大圣效力时使用的号码。[23][52]

### 相关事件
2019年11月1日，CBA联盟在2019-20赛季CBA常规赛第一场比赛开赛前为2018-19赛季在广东华南虎效力的球员颁发总冠军戒指，但万圣伟最初收到的却是一枚姓名“万圣伟”被误刻为“万胜伟”的戒指。次日，CBA联盟向万圣伟致歉，并宣布重制正确刻印姓名的戒指，及不再回收错版戒指。随后，万圣伟在当月10日对错版戒指进行拍卖，获得人民币5.1万元，并在2020年CBA全明星赛前夕将所得款项捐予“CBA你我TA——轮椅上的篮球梦”项目，及领取正确刻印了姓名的总冠军戒指。

## 数据

### CBA常规赛
| 賽季    | 球隊       | GP | GS | MPG   | FG%  | 3P% | FT%  | RPG | APG | SPG | BPG | PPG |
| ------- | ---------- | -- | -- | ----- | ---- | --- | ---- | --- | --- | --- | --- | --- |
| 2018-19 | 广东华南虎 | 14 | 0  | 7.50  | 51.7 | 0.0 | 40.0 | 2   | 0.3 | 0.1 | 0.3 | 2.4 |
| 2019-20 | 广东华南虎 | 27 | 1  | 7.52  | 48.8 | 0.0 | 45.5 | 1.9 | 0.5 | 0.3 | 0.1 | 1.7 |
| 2020-21 | 南京大圣   | 49 | 27 | 23.02 | 50.6 | 0.0 | 74.7 | 4.3 | 2.1 | 0.4 | 0.5 | 9.2 |

### CBA季后赛
| 賽季    | 球隊       | GP | GS | MPG  | FG%   | 3P% | FT%   | RPG | APG | SPG | BPG | PPG |
| ------- | ---------- | -- | -- | ---- | ----- | --- | ----- | --- | --- | --- | --- | --- |
| 2018-19 | 广东华南虎 | 6  | 0  | 4.33 | 50.0  | 0.0 | 100.0 | 1.2 | 0.3 | 0   | 0.2 | 1.3 |
| 2019-20 | 广东华南虎 | 4  | 0  | 1.75 | 100.0 | 0.0 | 0.0   | 0.5 | 0   | 0.3 | 0   | 0.5 |